# Приморский (Крым)
Примо́рский (укр. Приморський, крымскотат. Hafuz, Хафуз) — посёлок городского типа на востоке Крыма. Входит в городской округ Феодосия Республики Крым/Приморский поселковый совет Феодосийского горсовета АР Крым.  Площадь 2 тысячи гектаров на которой на 2009 год проживало около 15 тысяч человек. На 2018 год в Приморском числится около 70 улиц и переулков и 3 садовых товарищества.

## История
В 1938 году возле села Дальние Камыши началось строительство судостроительного завода и рабочего посёлка под названием Южная Точка (сегодня этот завод носит название АО Судостроительный завод «Море»). В 1946 году в посёлке открылось ПТУ. В 1952 году посёлок получил название Приморский и статус пгт, в 1955 году, Приказом № 596 от 12 августа 1955 года Министерства Судостроительной Промышленности СССР, был создан Феодосийский филиал судомеханического техникума Керченского государственного морского технологического университета. Время включения в состав Приморского села Дальние Камыши пока не установлено — известно, что это произошло не ранее 10 августа 1954 года. На 15 июня 1960 года посёлок — центр поссовета Феодосийского горсовета. По данным «Крымскотатарской энциклопедии» по переписи 1989 года в селе проживало 15275 человек. С 12 февраля 1991 года посёлок в восстановленной Крымской АССР, 26 февраля 1992 года переименованной в Автономную Республику Крым. В 1997 году создан Феодосийский учебно-научно-производственный комплекс, в 2001 году преобразованный в Феодосийский политехнический институт.

## География
Расположен восточнее Берегового на Ак-Монайском перешейке в 14 км к северо-востоку от Феодосии, на автодороге Р23 Симферополь — Феодосия — Керчь, побережье Феодосийского залива Чёрного моря, высота над уровнем моря 6 м. Транспортное сообщение осуществляется по Керченскому шоссе и региональной автодороге 35А-001 «граница с Украиной — Джанкой — Феодосия — Керчь» (по украинской классификации — М-17). Западнее расположено солёное пересыхающее озеро Аджиголь.

## Население
| 1959    | 1970    | 1979    | 1989    | 2001    | 2009    |
| ------- | ------- | ------- | ------- | ------- | ------- |
| 2836    | ↗6186   | ↗11 839 | ↗14 957 | ↘14 085 | ↗14 767 |
| 2010    | 2011    | 2012    | 2013    | 2014    | 2021    |
| ↗14 824 | ↗14 860 | ↗14 938 | →14 938 | ↘12 560 | ↗13 310 |

## Военные
Расположено одно из подразделений Воздушно-космических сил Российской Федерации.

## Экономика
Основной экономической составляющей посёлка городского типа является судостроительный завод Море. Посредственной экономической деятельность Приморского является сфера туризма.
Торговой розничной сеть занимается ООО «ПУД».

#### Транспорт и связь
Государственные перевозки в пгт. Приморский осуществляет Почта Крыма.
Волоконно-оптическую линию передачи предоставляет TERRA-Net и Gbyte.
В пгт. Приморский действует Феодосийский загородный маршрутный автотранспорт.

### Банки
В центре поселка городского типа работают несколько отделений банков: Генбанк и РНКБ.

## Культура
В пгт Приморский около 500 метров побережья является берегоукрепительных сооружением (Набережная).
В центре Приморского находится Дворец культуры «Бриз». Также имеется Библиотека поселка Приморского.

### Образование
В селении действуют средние образовательные школы № 7, №11 и № 20(преподавание исключительно на украинском языке, уже не актуально ). Детско-юношеская спортивная школа № 2.
- Приморский профессиональный промышленный лицей.[13]
- филиал Керченского судомеханического техникума.[14]
- Феодосийский политехнический институт Национального университета кораблестроения имени Адмирала Макарова.[20]
- детские музыкальная школа и художественная школа имени М. А. Волошина.[39]

### Наука
- «Научно-Исследовательский Центр «Вертолет».[40]
- Исследовательский Комплекс "Альбатрос".[41]
- ГУП РК «СТЕКЛОПЛАСТИК».[42]

## Медицина
На территории посёлка городского типа Приморский действуют следующие медицинские учреждения: поликлиника, стационар с терапевтическим отделением, пункт скорой помощи, несколько аптек.

## Религия
Храм Святителя Николая Чудотворца.
Мечеть «Аджиголь джамиси».
Баптиско-католическая церковь Христа Спасителя.

## Спорт
В сезон ветров в поселке городского типа широко практикуется водный вид спорта виндсёрфинг.